# オジサン
オジサン（老翁、小父さん、学名：Parupeneus multifasciatus）は、スズキ目ヒメジ科の魚類の一種。

## 分布
インド洋、太平洋の珊瑚礁に棲息する。日本では駿河湾以南にて見られる。

## 名称
オジサンという和名の由来は、顔の前面に髭（ひげ）があり（隠すことがある）、正面から見るとまるで人（ヒト）の「おじさん」のようであることから付けられた名前である。
地方名にはカタヤス（鹿児島県奄美大島）やエルカタカシ（沖縄県）などがある。
台湾では「多帶海鯡鯉」を標準名とし、地方名に「秋姑」、「鬚哥」などがある。中国では「多帯副緋鯉」を標準名とする。

## 特徴
体長は25cm。大きいものでは40cmほどにもなる。
体色は赤から紫の地色に複数の暗色および明色横帯が入り、頭部には目を通る暗色の縦縞が1本入る。また、第2背びれ基底に暗褐色の斑がある。
甲殻類、軟体動物、有孔虫、幼魚などを捕食する。

## 利用
沖縄ではグルクンやミーバイなどとともに一般的な惣菜魚として親しまれており、揚げ物・煮つけ・すり身で食される。奄美では切り身でも流通している。